# Karumathampatti
Karumathampatti là một thị xã panchayat của quận Coimbatore thuộc bang Tamil Nadu, Ấn Độ.

## Nhân khẩu
Theo điều tra dân số năm 2001 của Ấn Độ, Karumathampatti có dân số 26.162 người. Phái nam chiếm 51% tổng số dân và phái nữ chiếm 49%. Karumathampatti có tỷ lệ 69% biết đọc biết viết, cao hơn tỷ lệ trung bình toàn quốc là 59,5%: tỷ lệ cho phái nam là 77%, và tỷ lệ cho phái nữ là 62%. Tại Karumathampatti, 10% dân số nhỏ hơn 6 tuổi.